# Danilo Silva
Danilo Silva, właśc. Danilo Aparecido da Silva (ur. 24 listopada 1986 w Campinas) – brazylijski piłkarz występujący na pozycji obrońcy. 

## Kariera klubowa
Jest wychowankiem klubu Ginásio Pinhalense-SP. W 2005 rozpoczął karierę piłkarską w amerykańskim klubie Metro Stars New York, ale w następnym roku powrócił do miejscowego Guarani FC. W 2007 został wypożyczony do São Paulo FC. W latach 2008–2010 zawodnik SC Internacional. 27 lutego 2010 podpisał kontrakt z ukraińską drużyną Dynamo Kijów. 28 marca 2017 opuścił kijowski klub. W latach 2017–2019 zawodnik SC Internacional, skąd w 2018 wypożyczony był do Los Angeles FC. 
16 stycznia 2019 amerykański klub Los Angeles FC z Major League Soccer poinformował o ponownym podpisaniu kontraktu z Danilo Silvą i Dejanem Jakovicem. 23 września 2020 oficjalnie zakończył karierę zawodową jako piłkarz.

## Sukcesy
São Paulo FC
- mistrz Brazylii: 2007

S.C. Internacional
- mistrz Campeonato Gaúcho: 2009
- zdobywca Copa Suruga Bank: 2009

Dynamo Kijów
- mistrz Ukrainy: 2015, 2016
- wicemistrz Ukrainy: 2010, 2011, 2012
- brązowy medalista mistrzostw Ukrainy: 2013
- zdobywca Pucharu Ukrainy: 2014, 2015
- zdobywca Superpucharu Ukrainy: 2011, 2016